# Bernard z Tironu
Svatý Bernard z Tironu, OSB (1046 ? – 24. dubna 1117) byl francouzský benediktin, opat kláštera sv. Cypriána v Poitiers, později potulný kazatel a zakladatel tironské kongregace benediktinského řádu. Římskokatolická církev jej uctívá jako světce. Jeho liturgická památka je slavena 14. dubna.

## Život
Pocházel z chudých poměrů z Abbeville. V mládí se stal benediktinem v klášteře sv. Cypriána v Poitiers. Stal se převorem v St-Savin-sur-Gartempe, kde proslul střídmým způsobem života. Později žil jako poustevník v Normandii. Roku 1100 se stal v klášteře sv. Cypriána opatem. V klášteře se neúspěšně pokoušel zavést určité reformy. Od roku 1104 pak se svolením papeže Paschala II. působil jako potulný kazatel a poustevník. Snažil se žít po vzoru egyptských eremitů v tradici sv. Antonína Velikého. V roce 1114 založil v tironském lese klášter. Při klášteře poté vznikla proslulá klášterní škola. Bernard zde byl opatem až do své smrti v dubnu roku 1117.